# NGC 2831
NGC 2831 est une galaxie elliptique vue par la tranche et située dans la constellation du Lynx. NGC 3831 a été découverte par le physicien irlandais George Stoney en 1850.

## Caractéristiques
Selon la base de données Simbad, NGC 2831 est une radiogalaxie.

### Distance
Sa vitesse par rapport au fond diffus cosmologique est de 5 377 ± 17 km/s, ce qui correspond à une distance de Hubble de 79,3 ± 5,6 Mpc (∼259 millions d'al).
À ce jour, quatre mesures non basées sur le décalage vers le rouge (redshift) donnent une distance de 75,825 ± 10,768 Mpc (∼247 millions d'al), ce qui est à l'intérieur des valeurs de la distance de Hubble.

## Triplet de galaxie?
Avec les galaxies NGC 2830 et NGC 2832, NGC 2831 forment un triplet qui apparait dans l'atlas de Halton Arp sous la cote Arp 315. Mais, l'appartenance de ces trois galaxies à un groupe physique est incertaine, car leur vitesse diffère de presque 2 000 km/s.

### Paire de galaxies

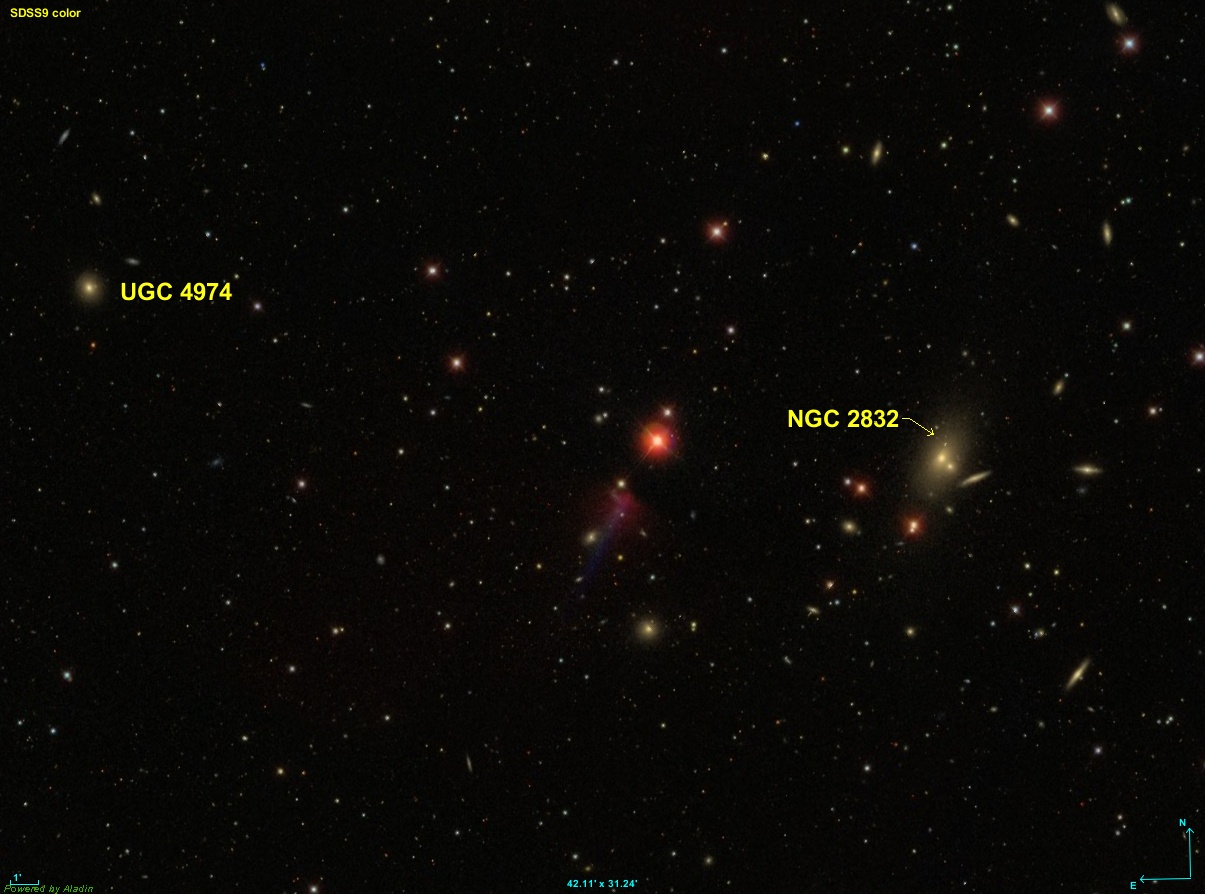
La paire de galaxies NGC 2832 et UGC 4974.

Par contre, selon Abraham Mahtessian, NGC 2832 et UGC 4974 (CGCG 0919.1+3403, noté 0919+3403 dans l'article de Mahtessian) forment une paire de galaxies.